# Böllat
Der Böllat ist eine 922,3 m ü. NHN hohe Erhebung auf der Schwäbischen Alb, wenige hundert Meter westlich des Albstädter Stadtteils Burgfelden. Der nach Süden, Westen und Norden steil abfallende Felsvorsprung über dem Tal der Eyach ist ein beliebter Aussichtspunkt am Albtrauf und ermöglicht Tiefblicke auf die Ortsteile von Balingen. 
Der Schwäbische-Alb-Nordrand-Weg leitet den Wanderer über den Böllat zumeist dicht am Albtrauf.

## Aussicht
Bei sehr guter Fernsicht reicht der Blick im Westen bis zum Schwarzwald, auch zu den Vogesen, und im Süden bis zu einigen Gipfeln der Glarner Alpen.
Nach Norden schweift der Blick zu den Gäulandschaften des Neckartales. Eine markante Sichtmarke bildet am weiteren Albtrauf der Plettenberg mit dem Fernmeldeturm und die Lochen.

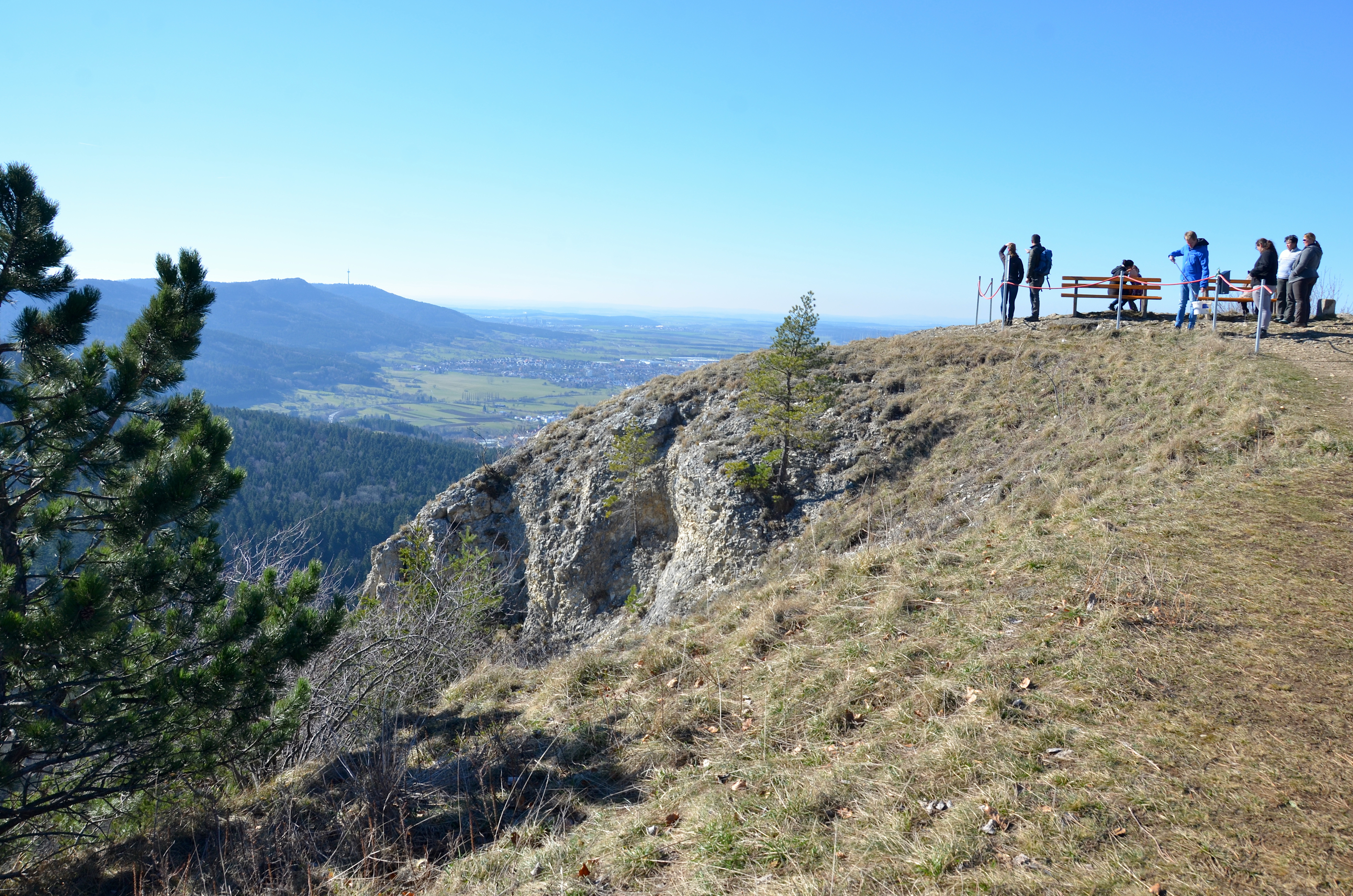
Aussichtspunkt Böllat

Ausblick vom Böllat